# (9599) Onotomoko
(9599) Onotomoko est un astéroïde de la ceinture principale.

## Description
(9599) Onotomoko est un astéroïde de la ceinture principale. Il fut découvert le 29 octobre 1991 à Kitami par Kin Endate et Kazuro Watanabe. Il présente une orbite caractérisée par un demi-grand axe de 2,28 UA, une excentricité de 0,14 et une inclinaison de 4,6° par rapport à l'écliptique.

## Compléments